# Mineo Higashi
Mineo Higashi (né en 1938) est un écrivain japonais originaire d'Okinawa. Il reçoit le prix Akutagawa en 1971 pour son roman « Un garçon d'Okinawa » (Okinawa no shonen, 1971). La trame du roman se situe dans la ville de Koza (plus tard la ville d'Okinawa) dans les années 1950, où le principal protagoniste grandit au sein d'une famille dont l'occupation principale est d'arranger des rencontres entre les soldats américains et des filles d'Okinawa dans l'appartement familial.